# Liste de groupes mafieux russes
 (mai 2023).
Cet article présente une liste de groupes mafieux russes.

## L
La Leninskaïa (en russe : Ленинская) est une brigade (c'est-à-dire un sous-groupe d'une organisation) moscovite qui rassemble les intérêts de plusieurs organisations criminelles russes. Cette spécificité lui donnerait donc d'une certaine manière à cette brigade l'aspect d'une organisation criminelle. Son chef surnommé « le cyclope » est Boris Antonov. Il a travaillé pour trois parrains russes du crime organisé.
De même, il est avéré qu'elle a des liens étroits avec le milieu politique, notamment avec le Parti libéral-démocrate de Russie. Dans ses communiqués officiels, les autorités russes ont toujours nié le caractère criminel de ce groupe.
De même, de par son réseau important de personnalités, il est assez bien implanté à l'étranger, en l'occurrence aux États-Unis, en Suisse, en Israël et en Hongrie.

## P
La Podolskaïa (en russe : Подольская) est une organisation criminelle de la région de Moscou et elle est considérée comme la plus stable. Elle tire son nom de Podolsk, un quartier riche et résidentiel de la banlieue de Moscou, habité par de puissants hommes d'affaires qui constituent de véritables villages privés et sécurisés par des sociétés probablement liées au ministère de l'intérieur russe (MVD). Aussi, l'organisation a de plus en plus de mal à opérer (vol, racket) dans son secteur et doit composer avec la police. Face à ces difficultés elle a cherché à développer et à diversifier ses activités vers les régions voisines et hors des frontières nationales. Aujourd'hui elle pratiquerait, entre autres, la corruption de fonctionnaires et hommes politiques, le trafic de drogues et d'armes, le blanchiment d'argent, la prostitution, la traite des femmes, le passage de clandestins, les enlèvements, les extorsions et l'utilisation frauduleuse de cartes de crédit. En 1993 elle a perdu un de ses leaders : Nikolaï Soboliev.

## S
La Sokolnitcheskaïa (en russe : Сокольническая) est une organisation criminelle de Moscou. Elle est née dans le quartier du Parc de la Culture autour du restaurant Falkia et du café Stromynka. Les quatre membres à l'origine de son développement sont Vitia Kazennof, Valerii Sevastianov, Volodia Savosskine et Alexandre Prokofiev. Ils ont tous été arrêtés et emprisonnés. Aujourd'hui, le groupe n'exerce plus aucune espèce d'influence.

## T
La Taganskaïa (en russe : Таганская) est une organisation criminelle de Moscou et composée uniquement de Slaves. Sous la direction d'Issaev et pour le compte d'autres organisations, elle a cherché à éliminer les groupes mafieux d'ethnies différentes. En 1995, éclata une guerre des gangs, dont l'objectif était de chasser les Tchétchènes. Plusieurs personnalités du crime organisé furent éliminées (Igor Astakhov, Pyra, Chmil…), probablement en représailles par les Tchétchènes eux-mêmes.
Grâce à ses réseaux et ses liens étroits avec l'organisation Mazutska, le groupe a pu diversifier ses activités dans le jeu et le contrôle des communautés asiatiques. Aujourd'hui son influence se limite essentiellement à la capitale.